# 1er groupe d'autos-mitrailleuses et autos-canons
Pour les articles homonymes, voir 1er groupe (unité militaire).

Le 1er groupe d'autos-mitrailleuses et autos-canons (ou 1er GAMAC), petite unité de l'armée française, est créé en septembre 1914 par le général Gallieni à partir de quelques effectifs de la Marine pour apporter une puissance de feu mobile aux armées combattant dans le Nord et en Belgique. Affecté le 1er juillet 1916 à l'état-major de la 1re division de cavalerie, il devient escadron d'autos-mitrailleuses de cavalerie (E.A.M.C.) le 1er novembre 1922.

## Création, dénominations et affectations

### 1ergroupe d'autos-canons de 37m/m de la Marine (1914-1916)
Cette unité est, en septembre 1914, la première des 17 groupes d'autos-canons de 37 mm de la Marine créés par le général Gallieni, Gouverneur militaire de Paris. Elle se voit affectée au régiment de spahis auxiliaires algériens commandé par le colonel Sarton du Jonchay, régiment rattaché au Groupement de Nieuport (du Groupe Provisoire du Nord), qui récupère la brigade des fusiliers marins le 5 février 1915, affecté au Détachement de l'Armée de Belgique devenu en mai 1915 le 36e corps d’Armée. Ce rattachement opérationnel du 1er groupe d'Autos-canons perdure jusqu'à sa dissolution en tant qu'unité de la Marine en février 1916.

### 1erGroupe d'autos-mitrailleuses et autos-canons (1916-1919)
Par une lettre du 5 mars 1916, Albert Thomas, sous-secrétaire d’État de l’Artillerie et des munitions, crée et organise les groupes d’autos-mitrailleuses et d’autos-canons (Groupes AMAC ou GAMAC), administrativement rattachés à la 71e batterie du 81e régiment d'artillerie lourde à tracteurs puis au 27e régiment de dragons à compter du 1er juillet 1916 .

Dès que le 1er GAMAC retrouve en avril 1916 la position de son prédécesseur de la formation Marine, en Belgique, il se voit affecté au Groupement de Nieuport. À la dissolution de ce dernier il rejoint temporairement la VIe Armée puis se voit définitivement affecté le 27 juin 1916 à l'état-major de la 1re division de cavalerie jusqu'à la fin de la guerre.

### 1erGroupe puis1erescadron d'autos-mitrailleuses de cavalerie (1919-1922)
En application d'une circulaire du 13 septembre 1919, « les groupes d’A.M.A.C. sont désormais affectés à un régiment de la D. C. à laquelle ils appartiennent » à compter du 1er octobre suivant. C'est à partir de cette fin 1919 que tous les groupes AMAC sont dénommés « groupes d'autos-mitrailleuses de cavalerie » (A.M.C.). Toutefois l'ancienne appellation et ses variantes continuent d'être utilisées indifféremment jusqu'à la transformation du groupe en « escadron d'autos-mitrailleuses de cavalerie » à compter du 1er novembre 1922.
L'unité, stationnée à Saint-Germain-en-Laye reste rattachée au 16e régiment de dragons, 1re division de cavalerie.
Lors des changements de numérotation des escadrons d'A.M.C au 1er mars 1923, le « 1er escadron, à Saint Germain, reste 1er escadron ».

## Historique des campagnes et batailles

### Campagne contre l'Allemagne
1914
À peine en ordre de marche, le 1er groupe reçoit l'ordre de se lancer sur les routes dès le 27 septembre pour contribuer à la Course à la mer. Après un parcours ponctué d'engagements sérieux à Arras, le groupe rejoint la brigade des fusiliers-marins en Belgique.

Le 1er groupe dans les Flandres.
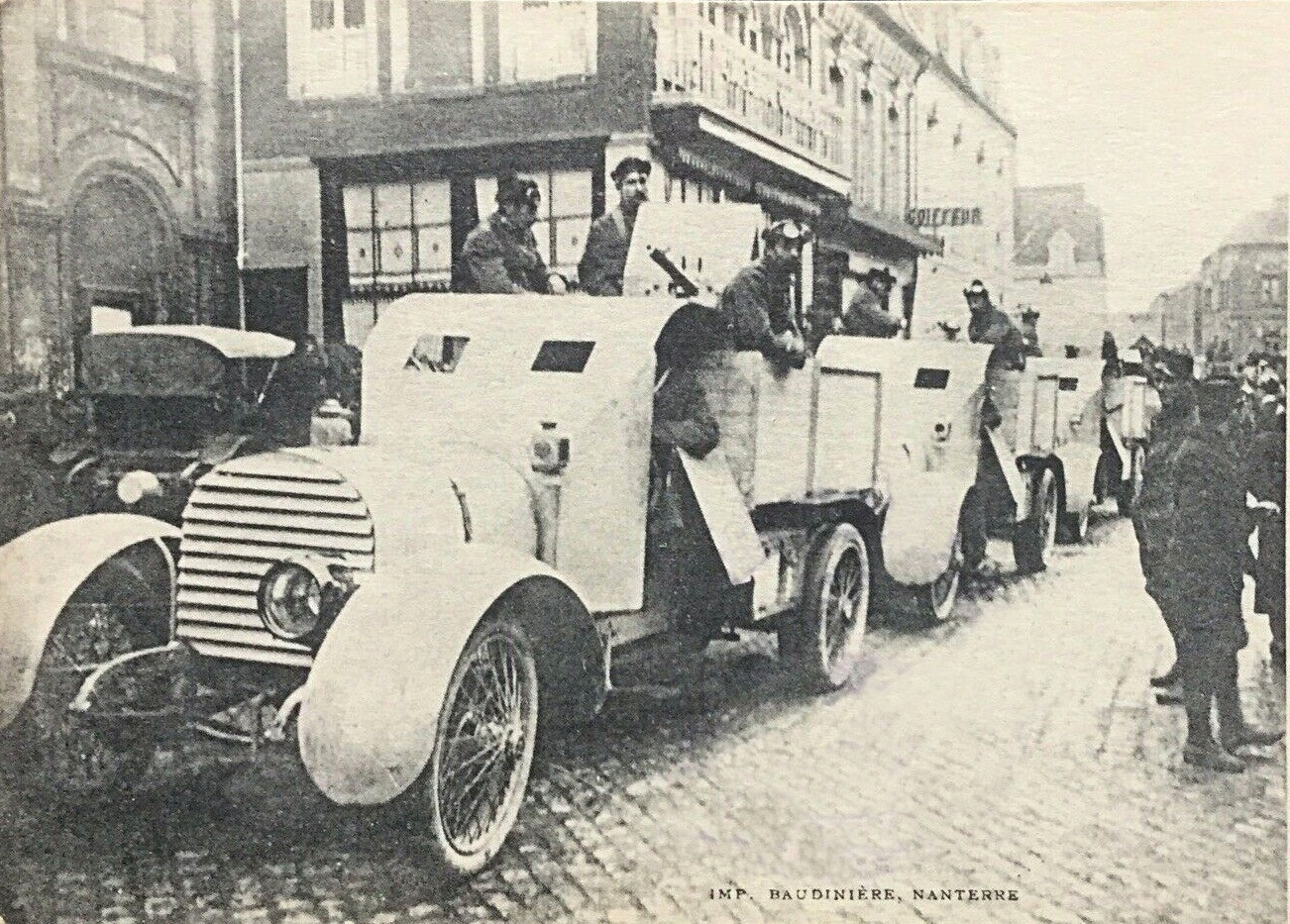
Dunkerque (décembre 1914).
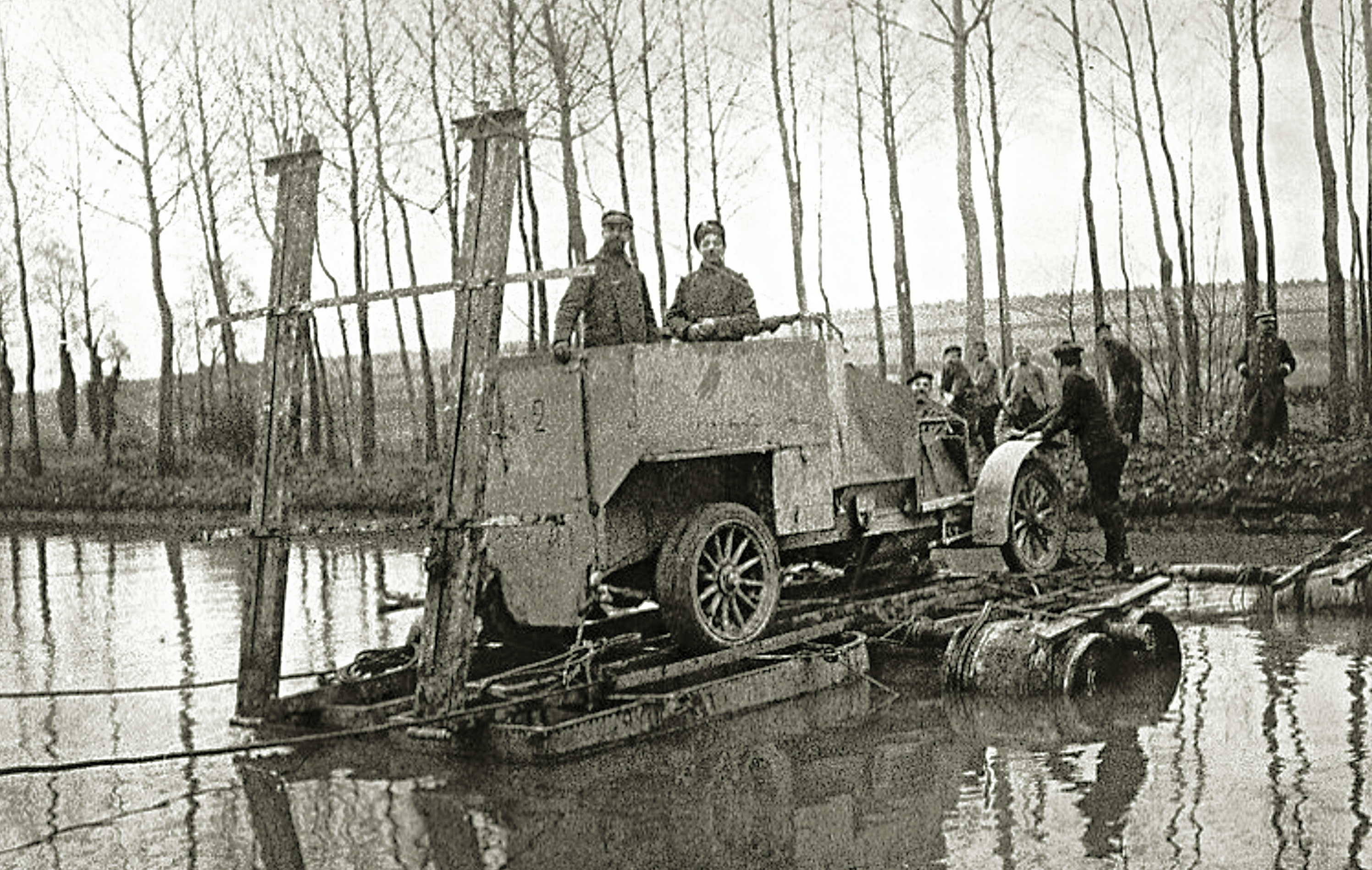
Traversée de l'Yser (avril 1915).
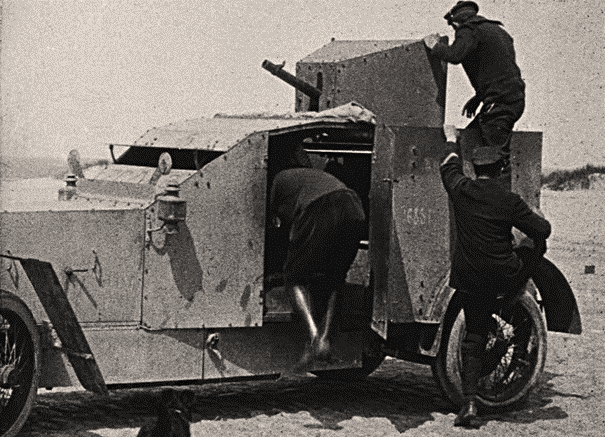
Oostduinkerque (juin 1915).

1915
- Cantonnements et divers services (défense contre aéronefs, surveillance des canaux) entre Dunkerque et Nieuport.
- Le 15 juin le groupe est filmé par le Service cinématographique des Armées dans une mise en scène destinée à montrer la rapidité d'intervention de ce genre d'unité[9].
- En décembre, service aux tranchées à Nieuport.

1916
- Janvier, service aux tranchées à Nieuport.
- 19 février, retour du 1er groupe à Boulogne-sur-Seine pour dissolution en tant que groupe d'autos-canons de la Marine.
- Mars : Reconstitution de l'unité comme 1er Groupe d'autos-mitrailleuses et autos-canons (GAMAC).
- 4 avril, départ de Boulogne, retour sur la côte belge, reprise des missions de défense anti-aérienne.
- Juillet, avec le 7e GAMAC, participation aux manœuvres de la 1re division de cavalerie au camp de Belleuse (Somme).
- Du 1er au 17 août, engagement dans la bataille de la Somme en tranchées à Feuillères. Le 1er groupe est relevé par le 2e GAMAC.
- Décembre, prise de services en tranchées, en alternance avec le 7e GAMAC, à Puisaleine, près de Saint-Crépin-aux-Bois (Oise) où il cantonne.

1917
- Mars, fin du service de tranchées dans l'Oise, puis mouvement vers la région de Roye.
- Fin avril mouvement vers l'Aisne, secteur de Coucy-le-Château puis service de tranchées jusqu'à la fin de l'année[10] .

1918
- En mars, le groupe quitte la rive gauche de l'Oise pour gagner la région de Roye où il est engagé dans la  Deuxième bataille de Picardie pour contenir l'offensive allemande.
- Mai-juin, le groupe est engagé plusieurs fois dans la Marne.
- De septembre au 11 novembre, nombreux mouvements et stationnements dans la Marne et la Haute-Marne, quelques actions de reconnaissance[11].

### Après l'armistice
1918
- Deuxième quinzaine de novembre : en Lorraine (Metz, Sarreguemines, Saint-Avold).
- Début décembre en Allemagne (Homburg, Mayence) puis en cantonnement à Strasbourg.

1919
- À Strasbourg en janvier puis à Mayence. Le 4 février remise de la fourragère aux couleurs de la Croix de Guerre par le général Mangin.
- De mars à juin à Metz.
- À partir d'août 1919 le groupe s'installe définitivement en garnison à Saint-Germain-en-Laye.

1920-1922
Le 1er Groupe d'A.M.C. est souvent requis pour les parades et manifestations comme le 14 juillet 1920 à l'hippodrome de Vincennes, le 14 juillet 1922 à l'hippodrome de Longchamp à Paris. En septembre il se rend au camp de Coëtquidan (Morbihan) pour participer aux manœuvres d'automne.

Les WHITE TBC du 1er groupe à l'honneur.
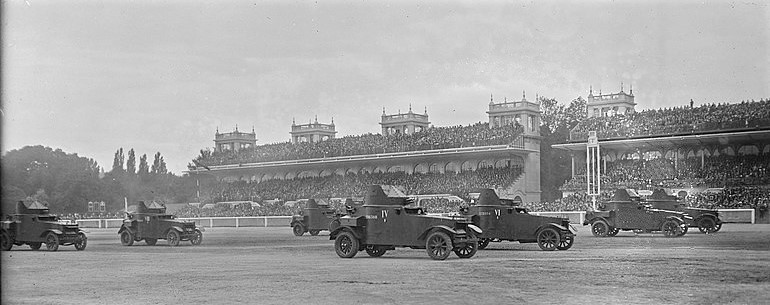
Défilé du 14 juillet 1922 à Longchamp.
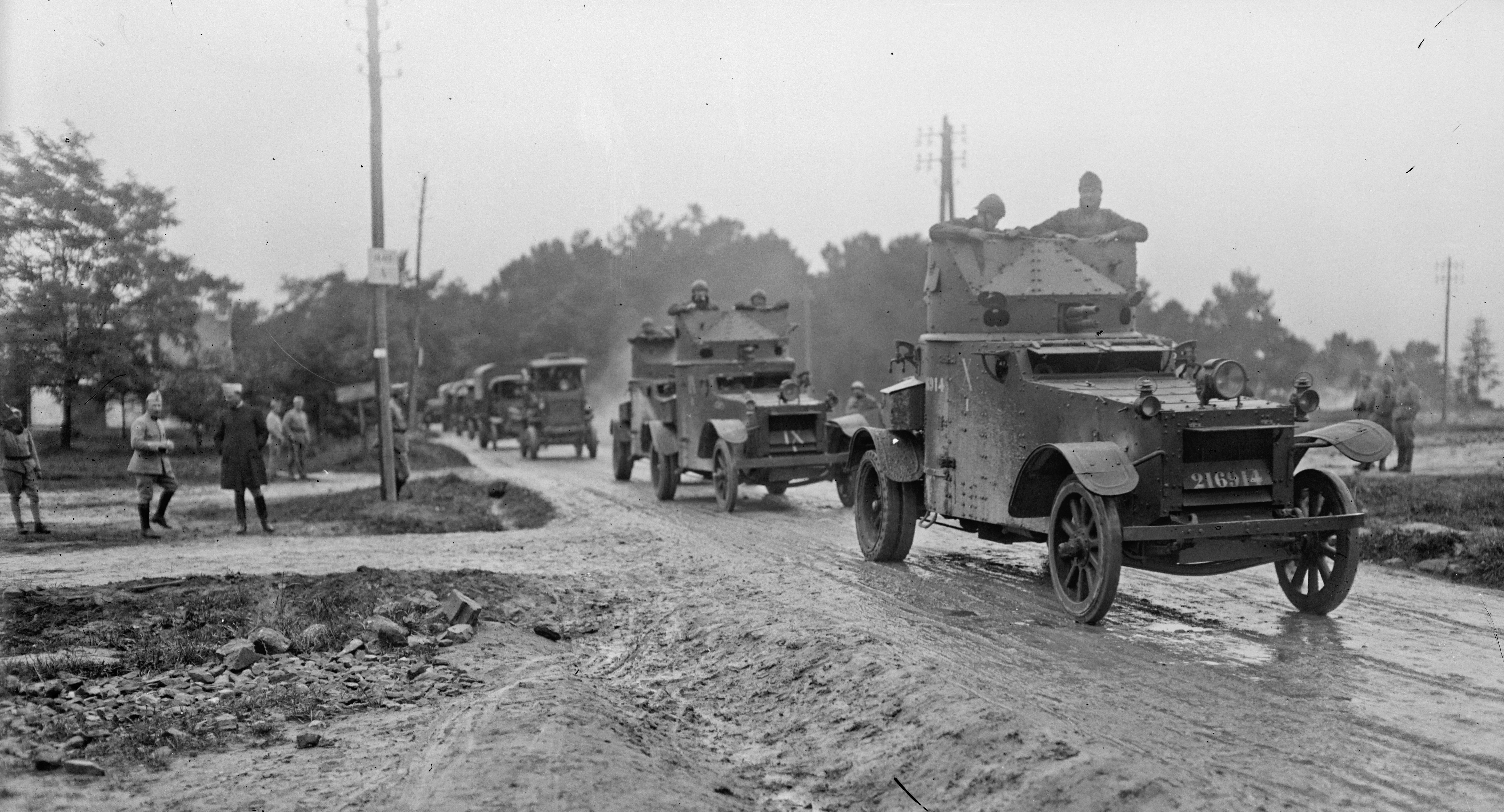
En route pour Coëtquidan.

## Commandants du1ergroupe
- Période Marine[14].
  - Lieutenant de vaisseau Pierre Guette (septembre 1914 - mars 1916).
- Période Cavalerie[15]
  - Capitaine Louis Pommier (mars 1916 - février 1917).
  - Capitaine Georges Rouzaud (février 1917 - juillet 1919).
  - Capitaine Georges Favre (juillet 1919 - novembre 1920).
  - Capitaine Charles de Kergorlay (26 avril 1921 - 26 juillet 1921).
  - Capitaine Louis Villien de Gabiole (26 juillet 1921 - après 1922).

## Pertes du groupe
Bien que le 1er groupe d'autos-mitrailleuses ait longuement servi dans les tranchées, ses pertes sont concentrées dans quelques engagements qualifiés Action AMAC, pour signifier des opérations, offensives ou défensives, dans lesquelles il est fait principalement appel aux spécificités de ces unités mobiles composées de voitures blindées, bien armées en mitrailleuses et canons, servies par des personnels expérimentés et solidaires.

Les blessés, tués, morts de blessures, morts de maladie contractée en service, disparus du 1er groupe AMAC s'élèvent au minimum à 22 hommes sur l'ensemble de la durée des hostilités, certains d'entre eux ayant été blessés (ou gazés) plusieurs fois. Parmi les décès et disparitions seuls six hommes ont pu être identifiés.  
| Grade               | Nom                       | Date de décès/disparition                           | Circonstance                  |
| ------------------- | ------------------------- | --------------------------------------------------- | ----------------------------- |
| Maréchal-des-logis  | Adolphe Besnard           | Tué le 16 août 1916                                 | Action AMAC                   |
| Soldat              | René Anatole Renou        | Tué le 16 août 1916                                 | Action AMAC                   |
| Maréchal-des-logis  | André Gautier             | Mort des suites de ses blessures le 27 juillet 1917 | Tranchées                     |
| Soldat motocycliste | Simon                     | Disparu le 25 mars 1918                             | Action AMAC                   |
| Soldat              | François Ludovic Maillary | Tué le 30 mai 1918                                  | Action AMAC                   |
| Maréchal-des-logis  | Charles Havrette          | Mort le 28 novembre 1918                            | Maladie contractée au service |

## Distinctions et Décorations
Le 1er Groupe reçoit une citation à l'ordre de la brigade et deux citations à l'ordre de l'armée.
- Citation à l’ordre de la brigade de fusiliers-marins en juin 1915 par le général commandant la colonne mobile de Douai[17].
- Citation à l'ordre du jour de la 3e armée du 24 avril 1918 :

« Unité brillamment entraînée et commandée par son chef, le capitaine Rouzaud, n'a pas cessé d'agir de la façon la plus efficace au cours des combats récents, appuyant l'infanterie, maintenant et harcelant l'ennemi, donnant des coups de sonde hardis dans la progression ennemie, maintenant rapidement toutes les liaisons sous les feux les plus violents, enfin donnant à tous l'exemple de la hardiesse la plus sereine et du dévouement le plus complet. »

- Citation à l'ordre du jour de la 5e armée du 19 août 1918.

« Sous les ordres du capitaine Rouzaud, le 28 mai 1918, n'a pas hésité à s'engager sur tout le front du régiment pour aider l'infanterie dans la bataille avec une audace qui a fait l'admiration de tous ; a réussi à arrêter la progression de l'ennemi, le 29 mai 1918, a coopéré à la défense d'un village et de ses abords ; a ainsi permis à l'infanterie de se décrocher, de se replier en bon ordre et de se rétablir. Encerclé dans un village violemment battu par le feu de l'ennemi, a pu s'échapper et a continué à prendre part à la bataille. »

Ces deux citations permettent l'attribution de la fourragère aux couleurs du ruban de la Croix de guerre 1914-1918 le 19 août 1918. Le général Charles Mangin en remet l'insigne au fanion du groupe à Mayence, le 4 février 1919, au cours d'une prise d'armes où est également honoré le régiment d'infanterie coloniale du Maroc qui reçoit sa dixième citation.
À partir de cette date, les cadres et personnels du groupe portent à l'épaule gauche cette fourragère pendant leur service dans l'unité.

## Personnalités ayant servi au sein du groupe
- Jean de Gouy d'Arsy (1875-1935), adjudant de la Territoriale, petit neveu d'Alfred de Gouy d'Arsy, parlementaire, et époux de Jeanne Lebesgue (1879-1971), fille naturelle de Pierre d'Orléans, duc de Penthièvre[21].
- Charles de Kergorlay (1879-1952), capitaine de cavalerie, fils du comte Octave de Kergorlay et de Geneviève de la Rochefoucauld[22].
- Georges Rouzaud (1889-1944), capitaine de réserve, fils des fondateurs et co-directeur de la chocolaterie La Marquise de Sévigné.

## Matériels
À l'origine, le groupe est doté de :
- 6 autos-canons Peugeot  modèle 1914, simples camions à plateau et ridelles en bois, dont le conducteur et le passager ne sont protégés que par un masque en acier, équipés d'un canon de 37 mm à tir rapide de la Marine.
- 2 autos-mitrailleuses Renault modèle 1914, équipées d'une mitrailleuse de Saint-Étienne modèle 1907.

Les autos-mitrailleuses sont remplacées au tout début de janvier 1915 par des Renault blindés modèle 1915. Les autos-canons par des modèles blindés Peugeot modèle 1915. Ces modèles restent en service jusqu'en avril 1919.

Début mai 1919, le groupe est entièrement rééquipé à Lyon d'autos-canons-mitrailleuses de type White TBC « nouvelles voitures blindées qui, selon le rédacteur du Journal des marches et opérations du 1er groupe, n'ont occasionné que des désagréments au cours des étapes Lyon-Versailles ».